# Pamber End
Pamber End – osada w Anglii, w hrabstwie Hampshire, w dystrykcie Basingstoke and Deane. Leży 35 km na północny wschód od miasta Winchester i 72 km na zachód od Londynu.